# أيفرسون أبيض
«أيفرسون أبيض» (بالإنجليزية: White Iverson) هي أول أغنية منفردة للرابر الأمريكي بوست مالون. تم إصدارها في 4 فبراير 2015 علي حساب بوست علي ساوند كلاود، كما تم إصدارها كالأغنية المنفردة الأولي والقيادية في أول ألبوم إستوديو له ستوني وكأغنية رسمية في 14 أغسطس 2015، بواسطة ريبابليك ريكوردز. قام بإنتاج الأغنية كل من: بوست مالون وريكس كودو. أحتلت الأغنية المركز 14 في بيلبورد هوت 100.

## الخلفية والإصدار
انتقل بوست إلي لوس أنجلوس والتقي بفريق الإنتاج «إف كي آي»، والذين عرفوه بريكس كودو، والذي ساعده علي إنتاج «أيفرسون أبيض». سجل بوست الأغينة بعد يومين من كتابته لها. فكر في الاسم بعد أن حصل علي ضفائر بشعره فكان يعتقد أنه يبدو «أيفرسون أبيض» (نظرا لكونه أبيض البشرة)، مشيرا إلي لاعب كرة السلة «ألن إيفرسون». رُفعت الأغنية بعد كمالها في فبراير 2015 علي حساب ساوند كلاود الخاص ببوست، وجذبت بسرعة انتباه عدة شركات للإنتاج بعد حصولها علي أكثر من مليون استماع شهر صدورها. قرر أن يوقع مع شركة ريبابليك ريكوردز.

## الفيديو الموسيقي
الفيديو الموسيقي المرافق للأغنية صدر أول مرة يوم 19 يوليو 2015 علي حساب بوست مالون علي يوتوب. منذ صدوره وقد حاز الفيديو علي أكثر من 759 مليون مشاهدة علي موقع يوتوب.

## ريمكس
صدر الريمكس الرسمي يوم 7 ديسمبر 2015، وشارك فيه فرنش مونتانا وراي سريمورد. أصدر الرابر ليل وين أيضا ريمكس لـ«أيفرسون أبيض» بعنوان «صغير جدا» للميكس تيب له لا سقوف 2. شاركت الأغنية أيضا نفس عنوان أغنية مالون المنفردة الرسمية الثانية، التي هي أيضا ثاني أغنية منفردة من ألبومه الأول ستوني.

## الأداء في اللوائح
تصدرت «أيفرسون أبيض» المركز 84 في قائمة بيلبورد هوت 100 يوم 26 سبتمبر 2015، وصعدت إلي المركز 14 يوم 23 يناير 2016. حصلت الأغنية علي 5 شهادات بلاتينية من قبل رابطة صناعة التسجيلات الأمريكية (RIAA) بعد بيعها لخمسة ملايين نسخة.

## اللوائح
| اللائحة (2015–17)                           | أعلي ترتيب |
| ------------------------------------------- | ---------- |
| كندا (كاناديان هوت 100)                     | 41         |
| أيرلندا (IRMA)                              | 91         |
| البرتغال (AFP)                              | 71         |
| بيلبورد هوت 100 الأمريكية                   | 14         |
| هوت أر&بي/هيب هوب سونغز الأمريكية (بيلبورد) | 5          |
| مينستريم توب 40 الأمريكي (بيلبورد)          | 27         |
| ريذميك الأمريكية (بيلبورد)                  | 1          |

| اللائحة (2016)            | الترتيب |
| ------------------------- | ------- |
| بيلبورد هوت 100 الأمريكية | 65      |

## الشهادات
| المنطقة                                            | الشهادة   | المبيعات |
| -------------------------------------------------- | --------- | -------- |
| كندا (ميوزيك كندا)                                 | 2× بلاتين | 160000   |
| الدانمارك (أي إف بي أي الدانمارك)                  | ذهب       | 15000    |
| المملكة المتحدة (بي بي آي)                         | ذهب       | 400000   |
| الولايات المتحدة (رابطة صناعة التسجيلات الأمريكية) | 5× بلاتين | 5000000  |

## وصلات خارجية
- الفيديو الموسيقي على يوتيوب
- الأغنية الصوتية على يوتيوب